# Fosfoenolpiruvato-proteína cinasa

Sistema fosfotransferasa para azúcares de la Escherichia coli y del Bacillus subtilis.

La fosfoenolpiruvato-proteína cinasa (EC 2.7.3.9) es una enzima que cataliza la reacción:
Fosfoenolpiruvato + proteína L-histidina {\displaystyle \rightleftharpoons } piruvato + proteína N(pi)-fosfo-L-histidina
Esta enzima actúa solamente en los residuos de histidina de proteínas específicas transportadoras del grupo fosfato de bajo peso molecular (9,5 kDa) y que participan en el transporte de azúcares en las bacterias.

## Sistema fosfotransferasa para azúcares
Las bacterias han evolucionado un mecanismo único para importar carbohidratos, el sistema fosfotransferasa para azúcares (PTS). El PTS sincroniza el transporte y fosforilación del azúcar utilizando algunas proteínas en una cascada de fosforilación de cinco etapas. Con algunas variaciones, el PTS tiene tres proteínas:
- En el citoplasma el fosfoenolpiruvato fosforila la fosfoenolpiruvato-proteína cinasa (Enzima I, EI) que transfiere el grupo fosforilo a la histidina de la proteína fosfotransportadora (HPr).
- Desde la HPr, el grupo fosforilo es transferido a los transportadores asociados a la membrana y específicos para los azúcares (Enzima II, EII).
- Cada transportador se compone de dos dominios citoplasmáticos (EIIA y EIIB) y un dominio integrado en la membrana (EIIC). En la EII, EIIA acepta el grupo fosforilo desde la HPr y se lo da a la EIIB, mientras que la EIIC media en la translocación del azúcar con la EIIB proporcionando el grupo fosforilo. La EIIB es la enzima proteína-N(pi)-fosfohistidina azúcar fosfotransferasa (EC 2.7.1.69).

Aparte de controlar la translocación de azúcares, el estado de fosforilación de las proteínas del PTS está también asociado con la regulación de rutas metabólicas y de señalización en las células bacterianas.

## Características de la fosfoenolpiruvato-proteína cinasa
La fosfoenolpiruvato-proteína cinasa (EI) es un homodímero de ~64 kDa que requiere Mg2+ para su funcionamiento. Cada subunidad tiene tres dominios:
- El fosfoenolpiruvato se une al dominio C-terminal adoptando éste una configuración barril alfa/beta.
- La HPr se une al dominio N-terminal, un haz de hélices alfa.
- El dominio central está unido al dominio N-terminal por dos conectores y al dominio C-terminal por una hélice alfa larga. El dominio central contiene el residuo histidina (His-189) que es fosforilado.

## Clasificación
Se ha demostrado que una serie de enzimas que catalizan la transferencia de un grupo fosforilo desde el fosfoenolpiruvato vía un intermedio fosfo-histidina están estructuralmente relacionadas:
- Piruvato, fosfato dicinasa (PPDK). La PPDK cataliza la fosforilación reversible del piruvato y el fosfato por el ATP a fosfoenolpiruvato. En las plantas la PPDK cataliza en la dirección del fosfoenolpiruvato, que es el principal aceptor de dióxido de carbono en las plantas de metabolismo C4 y de metabolismo ácido de las crasuláceas. En algunas bacterias como la Bacteroides symbiosus, la PPDK funciona en la dirección de la síntesis de ATP.

- Piruvato, agua dicinasa. Esta enzima cataliza la fosforilación reversible del piruvato por el ATP para formar fosfoenolpiruvato. Esta es una etapa esencial en la gluconeogénesis cuando el piruvato y el lactato son usados como fuentes de carbono.

- Fosfoenolpiruvato-proteína cinasa. Esta es la primera enzima del sistema fosfotransferasa para azúcares (PTS).

Todas estas enzimas comparten el mismo mecanismo catalítico, se unen al fosfoenolpiruvato y transfieren su grupo fosforilo a un residuo de histidina. La secuencia alrededor de este residuo está muy conservada.